# Jungmädelbund

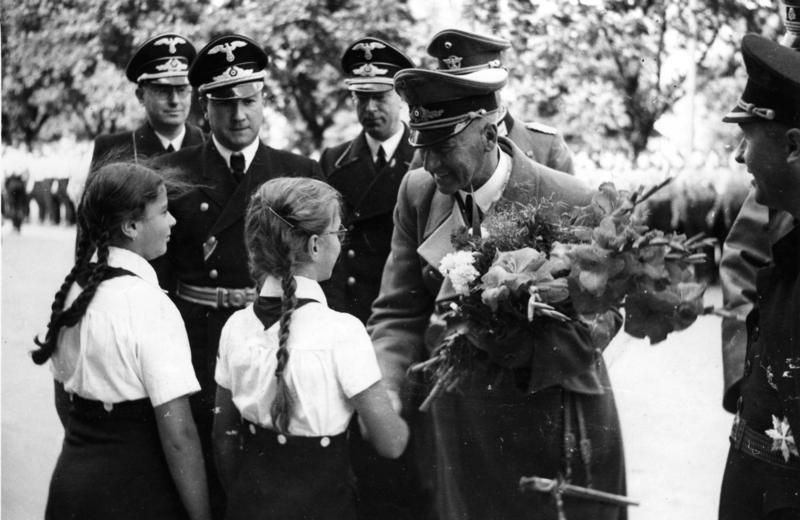
Wilhelm Frick recebendo um bouquet das meninas da Jungmädelbund, em Bratislava, na Eslováquia, em 1941

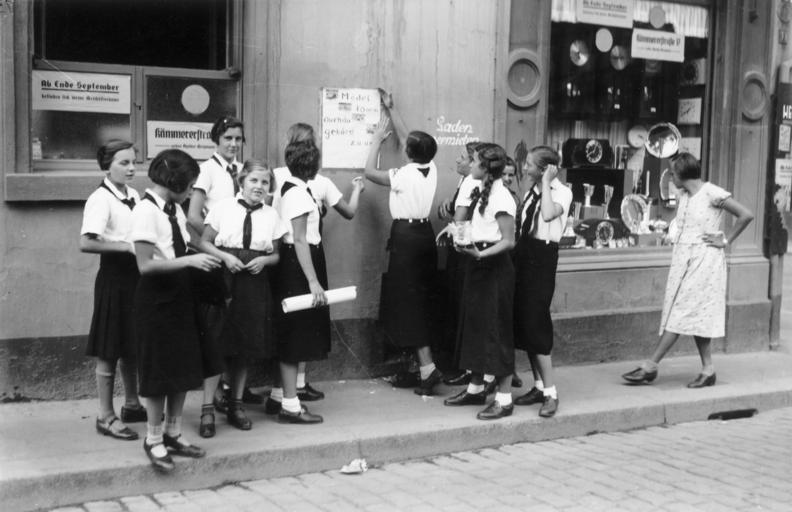
Meninas da Jungmädelbund em Worms, em 1933

A Jungmädelbund (em alemão:  Jungmädel im Bund deutscher Mädel in der HJ), abreviado JM, foi uma organização de jovens na Alemanha Nazista para meninas com idade entre 10 e 14 anos. Foi uma parte do movimento da Juventude Hitlerista e foi o equivalente feminino da Deutsches Jungvolk. Seu uniforme era composto de uma blusa branca, saia azul e meias e sapatos de marcha, e seu treinamento era como o dos rapazes.
Aos 14 anos as moças entravam para a Liga das Moças Alemãs, ficando nela até os 21 anos.

## Exemplos de bandeiras da Jungmädelbund (JM)

JM-Untergau
JM-Gruppe